# Pülón

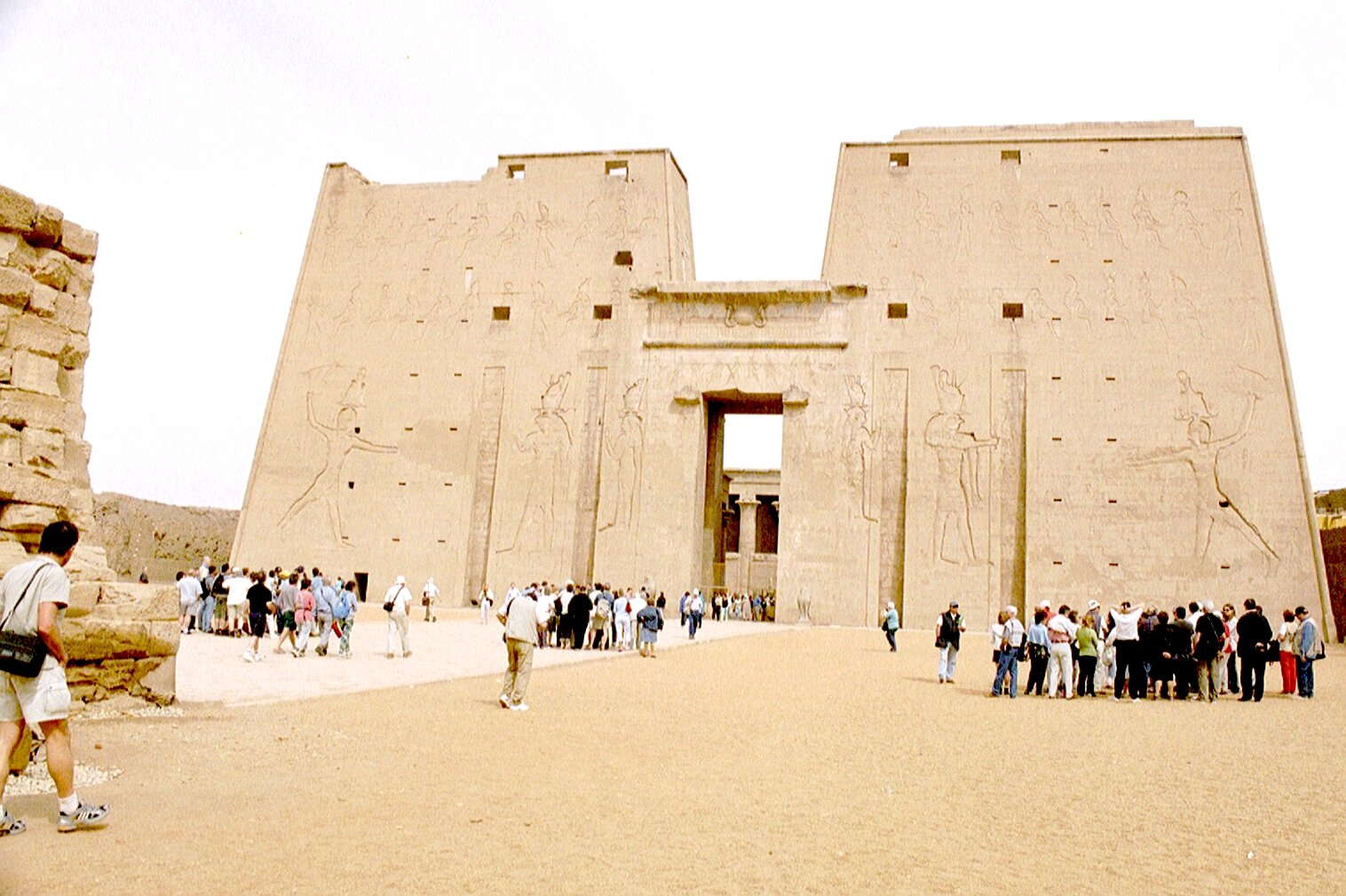
Az edfui templom pülónjai

A pülón (görög eredetiben πυλών, jelentése kapu, bejárat, „kapucsarnok”) az ókori egyiptomi templomok kettős kapuja; monumentális, négyszögletes alapzaton nyugvó, felfelé keskenyedő falú kaputorony. Egyiptomi nyelven behnetnek hívták, a szó elsőként a XVIII. dinasztia elején bukkant fel. Valószínűleg az „ébernek lenni” szóból származik, ez is mutatja a pülón védelmi funkcióját. Nem csak ténylegesen védelmezte a templomot, hanem választófalat is képezett a templom és a külvilág káosza és gonosz erői közt. Formájával az ahet hieroglifát utánozta, mely a horizonton felkelő napkorongot ábrázolja. A pülón jóval magasabb volt, mint a templom többi része, falai kissé hátradőltek. A legnagyobb pülónok nem teljesen tömörek voltak, helyiségeket alakítottak ki bennük.
A pülón már az óbirodalom idején feltűnt, de csak a középbirodalomtól fogva vált rendszeresen használt elemmé a templomépítésnél. Építésekor gyakran szabálytalan vagy újrafelhasznált kövekből épített belső magot vontak be hatalmas kövekből készült külső borítással. A belső mag újrafelhasznált kövei gyakran származtak korábban lebontott építményekből, például olyanokéból, amik az építkezés útjában álltak, vagy amelyek eredeti építtetőjének emlékét ki akarták törölni az emlékezetből (például Ehnaton karnaki Gempaaton-komplexuma is erre a sorsra jutott). Több esetben így menekült meg egy épület a teljes feledéstől, az így megőrzött kövekből ugyanis sikerült rekonstruálni őket (a karnaki szabadtéri múzeumban több ilyen épület is megtekinthető). Előfordult, hogy a külső borítás is újrafelhasznált kövekből készült, a későbbi korokban pedig gyakran kő és tégla keverékéből épültek a pülónok.

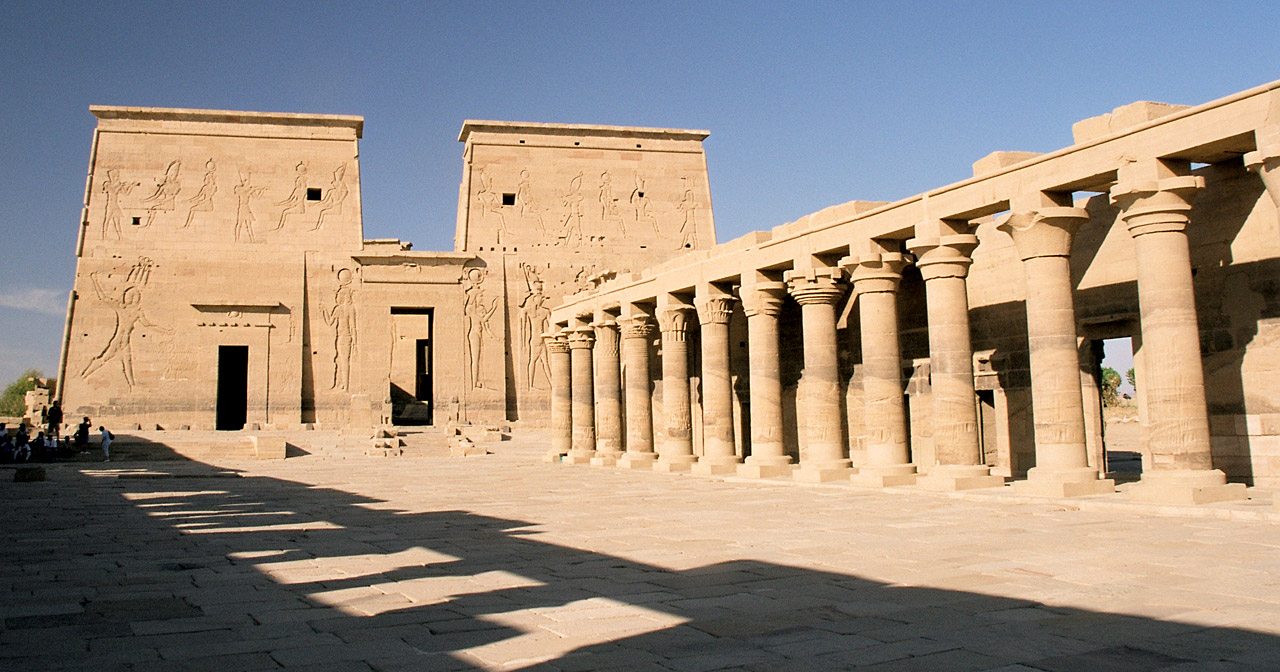
A philaei Ízisz-templom

A pülón díszítése összefüggésben állt rituális védelmi szerepével: a templomépítészet kiforrott, újbirodalmi formája idején leggyakrabban az ellenségre lesújtó fáraót ábrázolta. A pülónokon a számukra kialakított mélyedésekben zászlórudak álltak, ezek akár 60 méter magasak és 5 tonna súlyúak is lehettek. Valószínűleg innen ered az istent jelentő zászló alakú hieroglifa.
A pülón mögött rendszerint nyitott udvar húzódott meg, innen lehetett bejutni a tulajdonképpeni templom első helyiségébe, az oszlopcsarnokba, nagyobb templomoknál azonban gyakran több pülón és udvar is követte egymást, a karnaki Ámon-templomnak például tíz pülónja van, melyből hat a templom főtengelyén helyezkedik el, négy pedig a melléktengelyen, és másodlagos bejárathoz vezet. A legnagyobb az első karnaki pülón (113 m hosszú, 15 m mély, jelenlegi magassága 43,5 m, befejezetlen).